# Lewis and Clark Township
Die Lewis and Clark Township ist eine von 28 Townships im St. Louis County im Osten des US-amerikanischen Bundesstaates Missouri und Bestandteil der Metropolregion Greater St. Louis. Das U.S. Census Bureau hat bei der Volkszählung 2020 eine Einwohnerzahl von 37.244 ermittelt.

## Geografie
Die Lewis and Clark Township liegt im nördlichen Vorortbereich von St. Louis am rechten Ufer des Missouri River. Der Mississippi, der die Grenze zu Illinois bildet, befindet sich wenige Kilometer nördlich.
Die Lewis and Clark Township liegt auf 38°48′29″ nördlicher Breite und 90°20′40″ westlicher Länge und erstreckt sich über 30 km², die sich auf 26,9 km² Land- und 3,1 km² Wasserfläche verteilen.
Die Lewis and Clark Township liegt im äußersten Norden des St. Louis County und grenzt im Norden und Nordwesten durch den Missouri getrennt an das St. Charles County. Innerhalb des St. Louis County grenzt die Lewis and Clark Township im Osten an die Spanish Lake Township, im Südosten an die Florissant Township sowie im Süden und Südwesten an die Northwest Township.

## Verkehr
Im äußersten Süden der Lewis and Clark Township kreuzt die Interstate 270, die als nördliche Umgehungsstraße des Ballungsgebietes um St. Louis dient, den U.S. Highway 67. Alle weiteren Straßen sind County Roads oder weiter untergeordnete innerörtliche Verbindungsstraßen.
Der Lambert-Saint Louis International Airport liegt rund 7 km südlich der Township.

## Demografische Daten
Nach der Volkszählung im Jahr 2010 lebten in der Lewis and Clark Township 37.217 Menschen in 13.888 Haushalten. Die Bevölkerungsdichte betrug 1383,5 Einwohner pro Quadratkilometer. In den 13.888 Haushalten lebten statistisch je 2,65 Personen.
Ethnisch betrachtet setzte sich die Bevölkerung zusammen aus 61,7 Prozent Weißen, 33,3 Prozent Afroamerikanern, 0,2 Prozent amerikanischen Ureinwohnern, 1,5 Prozent Asiaten sowie 0,8 Prozent aus anderen ethnischen Gruppen; 2,5 Prozent stammten von zwei oder mehr Ethnien ab. Unabhängig von der ethnischen Zugehörigkeit waren 2,4 Prozent der Bevölkerung spanischer oder lateinamerikanischer Abstammung.
24,7 Prozent der Bevölkerung waren unter 18 Jahre alt, 63,0 Prozent waren zwischen 18 und 64 und 12,3 Prozent waren 65 Jahre oder älter. 52,4 Prozent der Bevölkerung war weiblich.

Das mittlere jährliche Einkommen eines Haushalts lag bei 56.843 USD. Das Pro-Kopf-Einkommen betrug 25.072 USD. 3,8 Prozent der Einwohner lebten unterhalb der Armutsgrenze.

## Orte
Neben Streubesiedlung lebt der größte Teil der Bevölkerung der Lewis and Clark Township in folgenden Ortschaften (mit dem Status „City“):
- Florissant
- Hazelwood

Beide Städte erstrecken sich jeweils über das Gebiet mehrerer Townships.